# Constitución de Irán
La Constitución de la República Islámica de Irán fue aprobada mediante un referéndum realizado entre el 2 y 3 de diciembre de 1979, y reemplazó a la Constitución de 1906. Fue sometida a una reforma el 28 de julio de 1989. La constitución es considerada como un "híbrido" entre "elementos teocráticos y democráticos". Mientras que los artículos I y II otorgan la soberanía a Dios, el artículo VI afirma la "orden de convocar elecciones populares para la presidencia y el Majlis o parlamento." Sin embargo, todos los derechos y procedimientos democráticos están subordinados ante el Consejo de Guardianes y al Líder Supremo, cuyos poderes están detallados en el Capítulo VIII (Artículos 107-112).

## Historia
Se afirma que la idea de redactar una nueva carta magna en Irán ha existido desde que Ruhollah Jomeini fue enviado al exilio a París antes del derrocamiento de la dinastía Pahlaví durante la Revolución iraní. En otras palabras, la idea de esta constitución se planteó a mediados de 1979 y su borrador inicial había sido escrito en París, Francia.
Su borrador también ha sido producido allí y posteriormente en Irán, en donde se le han hecho numerosas revisiones. Jomeini prometió al pueblo iraní, el establecimiento de una asamblea constituyente. Esta tarea fue transferida al gobierno interino de Mehdí Bazargán.
El borrador de la constitución fue presentado por el gobierno provisional de Mehdí Bazargán en junio de 1979, en donde se mostró una clara inspiración hacia la Constitución de 1958 de la Quinta República Francesa.
También transfirieron la tarea del establecimiento de asambleas al consejo superior revolucionario de acuerdo a los recursos islámicos. Posteriormente, durante una cumbre conjunta entre los miembros de gobierno provisional y el consejo superior revolucionario con la presencia de Ruhollah Jomeini en la ciudad de Qom, se decreta de que no es necesario el establecimiento de asambleas y ordenan el rechazo de estas. A su vez, se ordena la creación de la Asamblea de los Expertos.

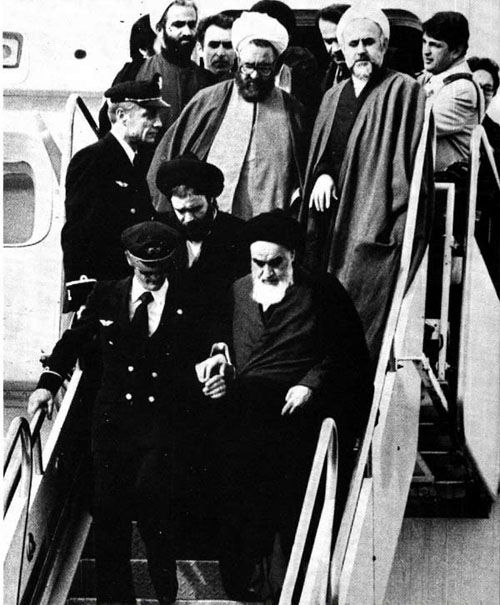
Ruhollah Jomeini, fue una de las figuras clave para la redacción de esta Constitución, tanto en su creación como en la preservación de esta en la posteridad.

Los cargos de Presidente y Primer ministro se conservaron para el poder ejecutivo, cumpliendo un modelo similar al francés.
De acuerdo a las órdenes de Jomeini, era necesaria la consolidación de un congreso que se encargara de evaluar finalmente esta carta magna. El congreso ha estado existiendo desde 1358 años solares (calendario persa). Casi 73 miembros del Majlis  habían sido seleccionados para evaluar la constitución, quienes pertenecían a diversos tipos de religiones, científicos, atletas, y figuras religiosas.
La evaluación final de la constitución comenzó en jornadas de 4 rondas y 67 sesiones. La primera ronda considerada evaluar los principios preliminares. La segunda ronda considerada proporcionar los principios por grupo. La tercera ronda trató sobre la aprobación de estos principios y en la ronda final, se basó en la investigación de todo el conjunto de principios. Según el proyecto de ley del consejo revolucionario, la constitución fue puesta bajo un plebiscito, en el que el voto daba las opciones de aceptar o no su aprobación, la que finalmente, la opción SI ganó con 15.578.956 votos por parte del pueblo iraní.
Se afirma que esta república es una especie de régimen en la cual del jefe de Estado y por lo general todas las autoridades, deben de ser elegidas directamente por el pueblo. De hecho, este sistema republicano es contrario a la aristocracia impuesta durante la dinastía Pahlaví, en la que el derecho de gobernar era de carácter jerárquico, y estaba a disposición de un grupo definitivo y minoritario.

### Reforma constitucional de 1989
El 24 de abril de 1989, el Ayatolá Jomeini emitió un decreto en el que convocaba una Asamblea para que revisara la constitución. Realizó varios cambios en ella, específicamente en los Artículos 5, 107, 109 y 111, eliminando la necesidad de que el Líder supremo fuese un marya taqlid o fuese elegido mediante aclamación popular. Hizo permanente el Consejo de Discernimiento de Interés del Estado para resolver los desacuerdos entre la Asamblea Consultiva Islámica y Consejo de Guardianes, y eliminó el cargo de Primer ministro. Se cree que estas reformas fueron establecidas porque ningún marya había respaldado fuertemente a las políticas implantadas por Jomeini. La reforma constitucional fue aprobada mediante un plebiscito popular realizado el 28 de julio de 1989 (las mismas elecciones en que Akbar Hashemí Rafsanjaní fue elegido para el primero de sus dos mandatos como Presidente de Irán).

## Preámbulo
La constitución comienza declarando que el"movimiento anti-despótico por un gobierno constitucional (1906-1911), y el movimiento anticolonialista para la nacionalización del petróleo" durante los años cincuenta habían fracasado debido a su falta de matices religiosas en ellas. Además, el "eje central" de la teocracia serán el Corán y el Hadiz.
Además se afirma que: "La Asamblea de los Expertos...enmarcan la Constitución...[después de la llegada] del gobierno...con la esperanza de que este siglo presenciará el establecimiento de un gobierno santo universal y la caída de todos los demás." (Véase también: Mahdi y Mohammed al-Mahdi)

## Capítulo I [Artículo 1-14]: Principios Generales

### Artículo 1 (Forma de Gobierno)
El Artículo 1 establece que la forma de gobierno de Irán es la de una República islámica. Explica que este sistema fue aprobado por el 98% de los sufragistas iraníes, y le daba el crédito a Imam Jomeini por la victoria de la revolución.

### Artículo 2 (Principios de su Fundación)
Se establece las definiciones de una República islámica como un sistema basado en la creencia del:
1. El monoteísmo (en donde se declara la frase "No hay Dios más que Alá"), su exclusiva soberanía y el derecho a legislar, y la necesidad de someterse bajo sus órdenes;
2. La revelación divina y su rol fundamental en el establecimiento de leyes;
3. La resurrección, y el rol constructivo de esta creencia en el curso del ascenso del hombre hacia Dios;
4. La Justicia divina en la creación y en la legislación;
5. El liderazgo (imamat) continuo y guía perpetuo, y su rol fundamental en garantizar el proceso ininterrumpido de la revolución islámica;
6. El exaltamiento de la dignidad y los valores del hombre, y su libertad emparejada con su responsabilidad ante Dios; en el que la equidad, la justicia, la independencia política, económica, social y cultural, y la solidaridad nacional se obtiene mediante el:

- Liderazgo continuo de las personas santas (Ijtihad), que poseen las cualidades necesarias, ejercidas sobre las bases del Corán y el sunna, hacia todas las personas que desean la paz;
- Las ciencias y las artes, y los resultados más avanzados de la experiencia humana, junto con el esfuerzo de avanzar en ellos;
- Rechazar todo tipo de opresión, tanto de su dolor como de la sumisión de esta, y de la dominación, tanto su imposición como su aceptación.

- Uso apropiado de los medios de comunicación masivos y de la prensa.
- Educación gratuita
- Entrenamiento físico gratuito
- Fortalecimiento de la investigación científica
- La eliminación de libertad positiva imperialista.

Algunos de los objetivos se ponen en contexto de los requisitos de Islam. Por ejemplo:
- La planificación de un sistema económico justo
- Cooperación pública de todas las personas
- La creación de una política gubernamental de extranjería

#### Comentario
Los principios de fe y piedad son condiciones necesarias para el establecimiento de una sociedad sana. Por lo tanto, se necesita algunas acciones de iniciativa, como la limpieza del medio ambiente. También se llevaron a cabo políticas de codificación de leyes y justicia social, eliminando cualquier tipo de brecha social; la creación de un sistema administrativo; reforma al sistema judicial, acorde a las regulaciones islámicas. Reducir los índices de analfabetismo; rechazo a la tiranía y alentar a la participación de todas las personas en todos los asuntos y a la refinación de sus almas.

### Artículo 4 (Principio Islámico)
El Artículo 4 es inmutable y el Consejo de Guardianes asegura que todos los artículos de la Constitución y otras leyes están basados en los criterios del Islam.

### Artículo 5 (Cargo de Líder Religioso)
Este artículo explica que todos los dirigentes del Umma tienen que elegir a un líder de acuerdo al Artículo 107 para este cargo. Esto está relacionado con la desaparición del 12.º Imán, quien le suplica a Dios que regrese a nuestro mundo.

## Capítulo II [Artículo 15-18]: El Idioma Oficial, Alfabeto, Calendario, y Bandera del País

### Idioma oficial
Artículo 15: "La lengua y escritura oficial (de Irán) es el persa y el uso de las lenguas regionales y tribales en la prensa y en los medios de comunicación masivos, así como la enseñanza de su literatura en las escuelas, se incluye el persa."
Artículo 16: Se afirma que "debido a que el idioma del Corán y los textos islámicos está en árabe, tiene que ser enseñado desde la escuela primaria hasta el final de la secundaria."

## Capítulo III [Artículo 19-42]: Los Derechos del Pueblo
Artículo 23: Sostiene que la ''investigación de las creencias de los individuos'' está prohibida, y nadie puede ser molestado u obligado a convertirlo simplemente porque no cree determinada creencia.”
Artículo 24: Se defiende y garantiza la libertad de prensa.
Artículo 27: Se establece la libertad de reunión, "siempre y cuando no porten armas" y que "no sean contrarias hacia los principios fundamentales del Islam".
Artículo 37: Se establece la presunción de inocencia, declarando: "se debe presumir la inocencia, y nadie debe de ser acusado de ningún delito a menos de que la culpabilidad del o la acusada sea establecida por un tribunal competente."
Artículo 29: Los beneficios sociales son un derecho universal que todos pueden disfrutar de la seguridad social u otras formas de seguridad en caso de jubilación, cesantía, discapacidad de la tercera edad, falta de tutela, indigencia, accidentes y la necesidad de servicio de salud y tratamiento, y cuidado médico. El gobierno, de acuerdo con las leyes y recurriendo a los ingresos nacionales, debe de proporcionar dicho seguro y la protección económica de todos y cada uno de los ciudadanos del país.

## Capítulo IV [Artículo 43-55]: Economía y Relaciones Financieras
Artículo 44: La República Islámica no es un estado comunista, ya que los eruditos islámicos rechazan férreamente esa ideología. No obstante, se sugiere que "todas las industrias madres y de gran escala, comercio internacional, minerales importantes, banca, seguros, industrias eléctricas, represas, y redes de riego a gran escala, radio y televisión, correos, telégrafos y servicios telefónicos, aviación, transporte marítimo, carreteras, ferrocarriles y otros" son de propiedad exclusiva del Estado. También sostiene que la economía de Irán está dividida en tres sectores: estatal, cooperativo, y privado; y deben establecerse en una planificación sistemática y sólida. Este artículo tuvo una reforma en 2004 para dar paso a la privatización de la economía iraní.
Artículo 49: El gobierno tiene la responsabilidad de confiscar toda la riqueza acumulada a través de usura, la usurpación, el soborno, la malversación, el robo, el juego, el uso indebido de dotaciones, el uso indebido de contratos y transacciones gubernamentales, la venta de tierras no cultivadas y otros recursos sujetos a la propiedad pública, la operación de centros de corrupción, y otros medios y fuentes ilícitas, y restaurándolo a su dueño legítimo; y si no se logra identificar a propietario, estos recursos deben de confiados a la tesorería estatal. Esta ley debe ser ejecutada por el gobierno con mucho cuidado, después de la investigación y la presentación de pruebas necesarias de acuerdo con la ley del Islam.
Artículo 50: Este artículo vincula a las generaciones actuales y futuras en relación con el medio ambiente y afirma que debe ser un deber público proteger el medio ambiente. Este artículo prohíbe explícitamente toda actividad económica que degrade o cause daños irreversibles al medio ambiente.

## Capítulo V [Artículo 56-61]: El Derecho de Soberanía Nacional
Artículo 57: Se establece la separación de poderes.
Artículo 60: El presidente cumple las funciones "ejecutivas", "excepto en los asuntos que se encuentran directamente bajo la jurisdicción del Líder supremo" como lo plantea el Artículo 110.
Artículo 68: Permite la suspensión de las elecciones en caso de guerra.

## Capítulo VI [Artículo 62-99]: Los Poderes Legislativos

### Artículo 81 (Comercio Internacional)
Este artículo prohíbe a las empresas multinacionales de hacerse cargo de ciertas empresas en Irán, afirmando que las "concesiones a los extranjeros o la formación de empresas" en Irán está restringido.

## Capítulo VII [Artículo 100-106]: Consejos
Artículo 100: Se ordena la aceleración de los programas sociales, económicos, desarrollo, salud pública, cultural, y programas educativos y facilitar otros asuntos relacionados al bienestar social con la cooperación de las personas de acuerdo a las necesidades locales, la administración de cada pueblo, división, ciudad, municipio, y la provincia será supervisada por un consejo elegido por el pueblo, la división, la ciudad, el municipio, o el consejo provincial. Los miembros de todos y cada uno de estos consejos serán elegidos por la población de la localidad en disputa. Las calificaciones para la elección de los electores y candidatos para estos consejos, el modo de elección, la jurisdicción de estos, la jerarquía de su autoridad, será determinado por la ley, de tal manera que se preserve la unidad nacional, la integridad territorial, el sistema de la República Islámica, y la soberanía del gobierno central.
Artículo 101: se debe evitar la discriminación en la preparación de programas para el desarrollo y bienestar de las provincias, asegurando la cooperación popular, y organizar la supervisión de implementación coordinada de tales programas, se formará un Consejo Supremo de las Provincias, conformado por los representantes de los consejos provinciales. La ley especificará de forma van a establecerse y los roles que van a cumplir cada uno de ellos.
Artículo 102: El Consejo Supremo de las Provincias tienen el derecho dentro de su jurisdicción, para redactar proyectos de ley y presentarlos ante la Asamblea Consultiva Islámica, ya sea de forma directa o a través del gobierno. Estos proyectos han de ser examinados por la Asamblea.
Artículo 103: Los gobernadores de provincias, ciudades, divisiones y otros funcionarios nombrados por el Estado deben de acatar todas las decisiones tomadas por los consejos dentro de su jurisdicción.
Artículo 104: Para garantizar la equidad y la cooperación islámica para redactar programas y lograr el progreso armonioso de todas las unidades de producción, tanto industrial y agrícola, consejos integrados por los representantes de los trabajadores, campesinos, otros empleados, y administradores, se formará en unidades educativas y administrativas, unidades de la industria de servicios, y otras unidades de un naturaleza similar, formarán consejos similares, conformado por los representantes de estos sectores. El modo de formación de estos consejos y el alcance de sus "funciones y poderes" deben especificarse por ley.
Artículo 105: Todas las decisiones tomadas por los consejos no deben estar en contra de los criterios del Islam, ni de las leyes del país.
Artículo 106: Los consejos no pueden ser disueltos a enos de que se desvíen de sus deberes legales. El cuerpo responsable para determinar tal desviación, al igual que la forma en cómo disolverlos y reformarlos, será especificado por ley. Si el consejo presenta alguna objeción a su disolución, tiene el derecho de apelar a un tribunal competente, y este tiene el deber de examinar su denuncia fuera de la secuencia del sumario.

## Capítulo VIII [Artículo 107-112]: El Líder o Consejo de Liderazgo

### Artículo 110 (Deberes y Poderes del Liderazgo)
La constitución concede muchas atribuciones al Líder Supremo.
Algunos dicen que los poderes del Líder Supremo van más allá de los establecidos en la constitución, debido a que puede usar los "problemas islámicos para su justificación."
Artículo 112: Si un proyecto de ley propuesto por el Majles está "en contra de los principios de la sharia o la constitución," entonces el Consejo de Guardianes tiene que reunirse con el Consejo de Conveniencia de Interés para resolver tal estancamiento legislativo.

## Capítulo IX [Artículo 113-151]: El Poder Ejecutivo

### Artículo 146 (Ninguna Base Militar Extranjera)
"Toda base militar extranjera en Irán, incluso para fines pacíficos, están prohibidos."

## Capítulo X [Artículo 152-155]: Política Exterior
Artículo 152: La política exterior de la República Islámica de Irán se basa en el rechazo de todas las formas de dominación, tanto su ejercicio como su sometimiento a ella, la preservación de la independencia del país en todos sus aspectos e integridad territorial, el defensa de los derechos de todos los musulmanes, el no alineamiento con respeto a las superpotencias hegemónicas, y el mantenimiento de relaciones mutuamente pacíficas con todos los Estados no beligerantes.
Artículo 153: Se prohíbe cualquier forma de dominio extranjero por sobre los recursos naturales, la economía, las fuerzas armadas o la cultura del país, al igual que otros aspectos de vida nacional.
Artículo 154: La República Islámica de Irán tiene como ideal la felicidad humana en toda la sociedad humana, y considera que el logro de la independencia, la libertad, y el gobierno de la justicia y la verdad es un derecho fundamental para todos los habitantes de la Tierra. En consecuencia, se debe evitar escrupulosamente todas las interferencias de asuntos internos por parte de otras naciones, apoyando la causa justa del Mustad'afun (oprimido) contra el Mustakbirun (opresor) en cada rincón del mundo.
Artículo 155: El gobierno de la República Islámica de Irán puede conceder asilo político a quienes lo solicitan, a menos de que sean considerados como traidores y saboteadores de las leyes de Irán.

## Capítulo XI [Artículo 156-174]: La Jurisdicción

### Leyes islámicas y fetuas
Artículo 167: (Estado de derecho del sistema judicial) estipula que los jueces tienen que hacer uso de "fuentes islámicas y fetuas" en aquellos asuntos sobre los que los textos de derecho iraníes guarden silencio.

## Capítulo XII [Artículo 175]: Radio y Televisión
Este artículo garantiza la libertad de expresión y diseminación de pensamientos en las "radios y televisores de la República islámica de Irán", siempre y cuando cumpliesen con los criterios islámicos y los mejores intereses del país. Le da facultades al Líder Supremo el derecho de destituir al jefe de radio y televisión y establece un consejo con dos representantes (seis en total) de cada rama del gobierno para supervisar esta organización.

## Capítulo XIII [Artículo 176]: Consejo Superior de Seguridad Nacional
En este capítulo, se establece la creación del Consejo Superior de Seguridad Nacional de Irán.

## Capítulo XIV [Artículo 177]: La Revisión de la Constitución
Este artículo regula el proceso para revisar la Constitución y pone una moratoria en las revisiones para los aspectos particulares de la Constitución. En ausencia a su propia derogación, el Artículo 177 requiere un edicto del Líder Supremo para iniciar el proceso de hacer revisiones futuras a la Constitución.
En sí misma, el Artículo 177 requiere de un “Consejo para la Revisión de la Constitución” para realizarle futuras reformas. La membresía de este panel está conformado exclusivamente por funcionarios del gobierno, más la asesoría de 3 profesores universitarios. Las enmiendas finales se someten a referéndum en un proceso iniciado por el ejecutivo, a diferencia del establecido por el Artículo 59, que debe de ser aprobado por la mayoría de la Asamblea Consultiva Islámica.
El artículo además estipula que los aspectos particulares de la Constitución son inalterables: el carácter islámico del gobierno y las leyes, los objetivos de la república, el carácter democrático del gobierno, “el absoluto wilayat al-'amr y el liderazgo del Umma”, la administración del país por referéndum, y la religión oficial de Islam.